# جاك فيلاتورو
جاك فيلاتورو (بالإنجليزية: Jack Villatoro)‏ هو لاعب كرة قدم أمريكي في مركز الدفاع، ولد في 14 نوفمبر 2001 في فيرفاكس في الولايات المتحدة. لعب مع لودون يونايتد.